# Botazzo
Bottazzo o Botazzo (Botač in sloveno) è un villaggio alla fine della val Rosandra a ridosso tra il monte Stena e il monte Carso. È quasi disabitato, infatti ha circa 20 abitanti. Il punto più interessante del luogo è il vecchio casello di confine con la Slovenia.
Bottazzo dista 1,9 chilometri da Bagnoli Superiore e 12 chilometri da Trieste.
Si può raggiungere Bottazzo tramite i sentieri. Fino al 2000 questo villaggio era raggiungibile solamente a piedi.